# Tour de Finisterre 2018
La 33.ª edición de la clásica ciclista Tour de Finisterre fue una carrera en Francia que se celebró el 14 de abril de 2018 sobre un recorrido de 191,1 kilómetros con inicio en la ciudad de Saint-Évarzec y final en la ciudad de Quimper.
La carrera hizo parte del UCI Europe Tour 2018, dentro de la categoría 1.1
La carrera fue ganada por el corredor francés Jonathan Hivert del equipo Direct Énergie, en segundo lugar Romain Bardet (Ag2r La Mondiale) y en tercer lugar Guillaume Martin (Wanty-Groupe Gobert).

## Equipos participantes
Tomaron parte en la carrera 18 equipos: 3 de categoría UCI WorldTeam; 9 de categoría Profesional Continental; y 6 de categoría Continental. Formando así un pelotón de 126 ciclistas de los que acabaron 64. Los equipos participantes fueron:
| WorldTeams (3)- AG2R La Mondiale - BMC Racing Team - Groupama-FDJ Equipos continentales profesionales (9)- Cofidis, Solutions Crédits - Direct Énergie - Sport Vlaanderen-Baloise - Euskadi Basque Country-Murias - Wanty-Groupe Gobert - Fortuneo-Samsic - UnitedHealthcare - Delko-Marseille Provence-KTM - Vital Concept Equipos continentales (6)- Tarteletto-Isorex - Cibel-Cebon - Saint Michel-Auber 93 - Roubaix Lille Métropole - Team Joker Icopal - Fundación Euskadi |
| |

## Clasificación final
- Las clasificaciones finalizaron de la siguiente forma:[4]

| \| Clasificación general \| Clasificación general \| Clasificación general \| Clasificación general \| Clasificación general \| \| Ciclista \| Ciclista \| Equipo \| Tiempo \| \| \| --------------------- \| --------------------- \| -------------------------- \| --------------------- \| --------------------- \| \| 1.º \| Jonathan Hivert \| Direct Énergie \| 4 h 43 min 04 s \| \| \| 2.º \| Romain Bardet \| AG2R La Mondiale \| + 0 s \| \| \| 3.º \| Guillaume Martin \| Wanty-Groupe Gobert \| + 0 s \| \| \| 4.º \| Nicolas Edet \| Cofidis, Solutions Crédits \| + 0 s \| \| \| 5.º \| Jimmy Janssens \| Cibel-Cebon \| + 0 s \| \| \| 6.º \| Jérémy Cornu \| Direct Énergie \| + 0 s \| \| \| 7.º \| Fabien Grellier \| Direct Énergie \| + 0 s \| \| \| 8.º \| Tejay van Garderen \| BMC Racing Team \| + 0 s \| \| \| 9.º \| Carl Fredrik Hagen \| Joker Icopal \| + 0 s \| \| \| 10.º \| Lilian Calmejane \| Direct Énergie \| + 7 s \| \| |                    |                            |                 |
| |                    |                            |                 |
| Fuente: ProCyclingStats |                    |                            |                 |
| Clasificación general |                    |                            |                 |
| Ciclista | Ciclista           | Equipo                     | Tiempo          |
| 1.º | Jonathan Hivert    | Direct Énergie             | 4 h 43 min 04 s |
| 2.º | Romain Bardet      | AG2R La Mondiale           | + 0 s           |
| 3.º | Guillaume Martin   | Wanty-Groupe Gobert        | + 0 s           |
| 4.º | Nicolas Edet       | Cofidis, Solutions Crédits | + 0 s           |
| 5.º | Jimmy Janssens     | Cibel-Cebon                | + 0 s           |
| 6.º | Jérémy Cornu       | Direct Énergie             | + 0 s           |
| 7.º | Fabien Grellier    | Direct Énergie             | + 0 s           |
| 8.º | Tejay van Garderen | BMC Racing Team            | + 0 s           |
| 9.º | Carl Fredrik Hagen | Joker Icopal               | + 0 s           |
| 10.º | Lilian Calmejane   | Direct Énergie             | + 7 s           |

## UCI World Ranking
El Tour de Finisterre otorga puntos para el UCI Europe Tour 2018 y el UCI World Ranking, este último para corredores de los equipos en las categorías UCI WorldTeam, Profesional Continental y Equipos Continentales. Las siguientes tablas muestran el baremo de puntuación y los 10 corredores que obtuvieron más puntos:
| Posición              | 1.ª | 2.ª | 3.ª | 4.ª | 5.ª | 6.ª | 7.ª | 8.ª | 9.ª | 10.ª | 11.ª | 12.ª | 13.ª-15.ª | 16.ª-25.ª |
| Clasificación general | 125 | 85  | 70  | 60  | 50  | 40  | 35  | 30  | 25  | 20   | 15   | 10   | 5         | 3         |

| 1.º  | Jonathan Hivert    | Direct Énergie             | 125 |
| 2.º  | Romain Bardet      | Ag2r La Mondiale           | 85  |
| 3.º  | Guillaume Martin   | Wanty-Groupe Gobert        | 70  |
| 4.º  | Nicolas Edet       | Cofidis, Solutions Crédits | 60  |
| 5.º  | Jimmy Janssens     | Cibel-Cebon                | 50  |
| 6.º  | Jérémy Cornu       | Direct Énergie             | 40  |
| 7.º  | Fabien Grellier    | Direct Énergie             | 35  |
| 8.º  | Tejay van Garderen | BMC Racing                 | 30  |
| 9.º  | Carl Fredrik Hagen | Joker Icopal               | 25  |
| 10.º | Lilian Calmejane   | Direct Énergie             | 20  |